# 帕特·邓恩
帕特里克·L·邓恩（英語：Patrick L. Dunn，1931年3月17日—1975年11月11日），美国NBA联盟前职业篮球运动员。